# Мінеола (Техас)
Мінеола (англ. Mineola) — місто (англ. city) в США, в окрузі Вуд штату Техас. Населення — 4823 особи (2020).

## Географія
Мінеола розташована за координатами 32°39′31″ пн. ш. 95°29′4″ зх. д. / 32.65861° пн. ш. 95.48444° зх. д. (32.658576, -95.484411).  За даними Бюро перепису населення США в 2010 році місто мало площу 17,26 км², з яких 17,03 км² — суходіл та 0,24 км² — водойми. В 2017 році площа становила 26,78 км², з яких 26,32 км² — суходіл та 0,46 км² — водойми.

## Демографія
Згідно з переписом 2010 року, у місті мешкало 4515 осіб у 1780 домогосподарствах у складі 1162 родин. Густота населення становила 262 особи/км².  Було 2029 помешкань (118/км²).
Расовий склад населення:
| - 78,2 % — білих - 10,7 % — чорних або афроамериканців - 0,9 % — корінних американців - 0,7 % — азіатів - 7,9 % — осіб інших рас |

До двох чи більше рас належало 1,6 %. Частка іспаномовних становила 17,5 % від усіх жителів.
За віковим діапазоном населення розподілялося таким чином: 23,2 % — особи молодші 18 років, 52,9 % — особи у віці 18—64 років, 23,9 % — особи у віці 65 років та старші. Медіана віку мешканця становила 42,4 року. На 100 осіб жіночої статі у місті припадало 85,7 чоловіків;  на 100 жінок у віці від 18 років та старших — 82,1 чоловіків також старших 18 років.
Середній дохід на одне домашнє господарство  становив 46 075 доларів США (медіана — 41 724), а середній дохід на одну сім'ю — 52 238 доларів (медіана — 46 250). Медіана доходів становила 37 426 доларів для чоловіків та 26 736 доларів для жінок. За межею бідності перебувало 16,2 % осіб, у тому числі 21,2 % дітей у віці до 18 років та 6,6 % осіб у віці 65 років та старших.
Цивільне працевлаштоване населення становило 1785 осіб. Основні галузі зайнятості: освіта, охорона здоров'я та соціальна допомога — 29,4 %, роздрібна торгівля — 15,7 %, науковці, спеціалісти, менеджери — 12,5 %, мистецтво, розваги та відпочинок — 9,7 %.